# Чемпионат Европы по шорт-треку 2020
24-й Чемпионат Европы по шорт-треку 2020 прошёл с 24 по 26 января 2020 года на арене Феникс-Холл в Дебрецене, Венгрия. В соревнованиях приняли участие 136 спортсменов из 24 стран.

## Медалисты
| Место | Страна     |    |    |    | Всего |
| ----- | ---------- | -- | -- | -- | ----- |
| 1     | Нидерланды | 5  | 3  | 0  | 8     |
| 2     | Венгрия    | 4  | 3  | 0  | 7     |
| 3     | Россия     | 1  | 0  | 4  | 5     |
| 4     | Италия     | 0  | 4  | 3  | 7     |
| 5-7   | Германия   | 0  | 0  | 1  | 1     |
| 5-7   | Израиль    | 0  | 0  | 1  | 1     |
| 5-7   | Польша     | 0  | 0  | 1  | 1     |
|       | Total      | 10 | 10 | 10 | 30    |

## Мужчины
Призёры по результатам соревнований:
| Событие         | Золото                                                                                              | Золото   | Серебро                                                                                | Серебро  | Бронза                                                                                           | Бронза   |
| --------------- | --------------------------------------------------------------------------------------------------- | -------- | -------------------------------------------------------------------------------------- | -------- | ------------------------------------------------------------------------------------------------ | -------- |
| 500 м           | Шандор Шаолинь Лю · Венгрия                                                                         | 41.244   | Лю Шаоанг · Венгрия                                                                    | 41.517   | Семён Елистратов · Россия                                                                        | 41.686   |
| 1000 м          | Шандор Шаолинь Лю · Венгрия                                                                         | 1:25.636 | Лю Шаоанг · Венгрия                                                                    | 1:25.667 | Семён Елистратов · Россия                                                                        | 1:25.831 |
| 1500 м          | Лю Шаоанг · Венгрия                                                                                 | 2:25.871 | Ицхак де Лаат · Нидерланды                                                             | 2:25.960 | Владислав Быканов · Израиль                                                                      | 2:26.075 |
| Эстафета 5000 м | Россия · Денис Айрапетян · Семён Елистратов · Даниил Ейбог · Павел Ситников · Александр Шульгинов · | 7:06.884 | Нидерланды · Дан Бреувсма · Ицхак де Лаат · Свен Рус · Деннис Виссер · Дилан Хогерверф | 7:06.984 | Италия · Маттиа Антониоли · Андреа Кассинелли · Юрий Конфортола · Томмазо Дотти · Марко Джордано | 7:07.055 |
| Общий зачёт     | Шандор Шаолинь Лю · Венгрия                                                                         | 77 очков | Лю Шаоанг · Венгрия                                                                    | 75 очков | Семён Елистратов · Россия                                                                        | 65 очков |

## Женщины
Призёры по результатам соревнований:
| Событие         | Золото                                                                             | Золото   | Серебро                                                                                                 | Серебро  | Бронза | Бронза   |
| --------------- | ---------------------------------------------------------------------------------- | -------- | --- | -------- | --- | -------- |
| 500 м           | Сюзанне Схюлтинг · Нидерланды                                                      | 43.442   | Мартина Вальчепина · Италия                                                                             | 43.568   | Наталия Малишевская · Польша                                                                                    | 43.709   |
| 1000 м          | Сюзанне Схюлтинг · Нидерланды                                                      | 1:33.353 | Лара ван Рёйвен · Нидерланды                                                                            | 1:33.464 | Арианна Фонтана · Италия                                                                                        | 1:33.596 |
| 1500 м          | Сюзанне Схюлтинг · Нидерланды                                                      | 2:35.915 | Арианна Фонтана · Италия                                                                                | 2:36.134 | Анна Зайдель · Германия                                                                                         | 2:36.319 |
| Эстафета 3000 м | Нидерланды · Рианне де Врис · Сюзанне Схюлтинг · Яра ван Керкхоф · Лара ван Рёйвен | 4:12.877 | Италия · Николь Боттер Гомес · Арианна Фонтана · Синтия Машитто · Мартина Вальчепина · Арианна Сигель · | 4:13.022 | Россия · Екатерина Ефременкова · Екатерина Константинова · Эмина Малагич · Софья Просвирнова · Евгения Захарова | 4:25.577 |
| Общий зачёт     | Сюзанне Схюлтинг · Нидерланды                                                      | 102 очка | Арианна Фонтана · Италия                                                                                | 68 очков | Мартина Вальчепина · Италия                                                                                     | 34 очков |

## Страны-участницы
| - Австрия - Беларусь - Босния и Герцеговина - Бельгия - Болгария - Великобритания - Венгрия - Германия | - Израиль - Ирландия - Италия - Латвия - Люксембург - Нидерланды - Польша - Россия | - Сербия - Словакия - Турция - Франция - Хорватия - Чехия - Швейцария - Украина |